# ماشية

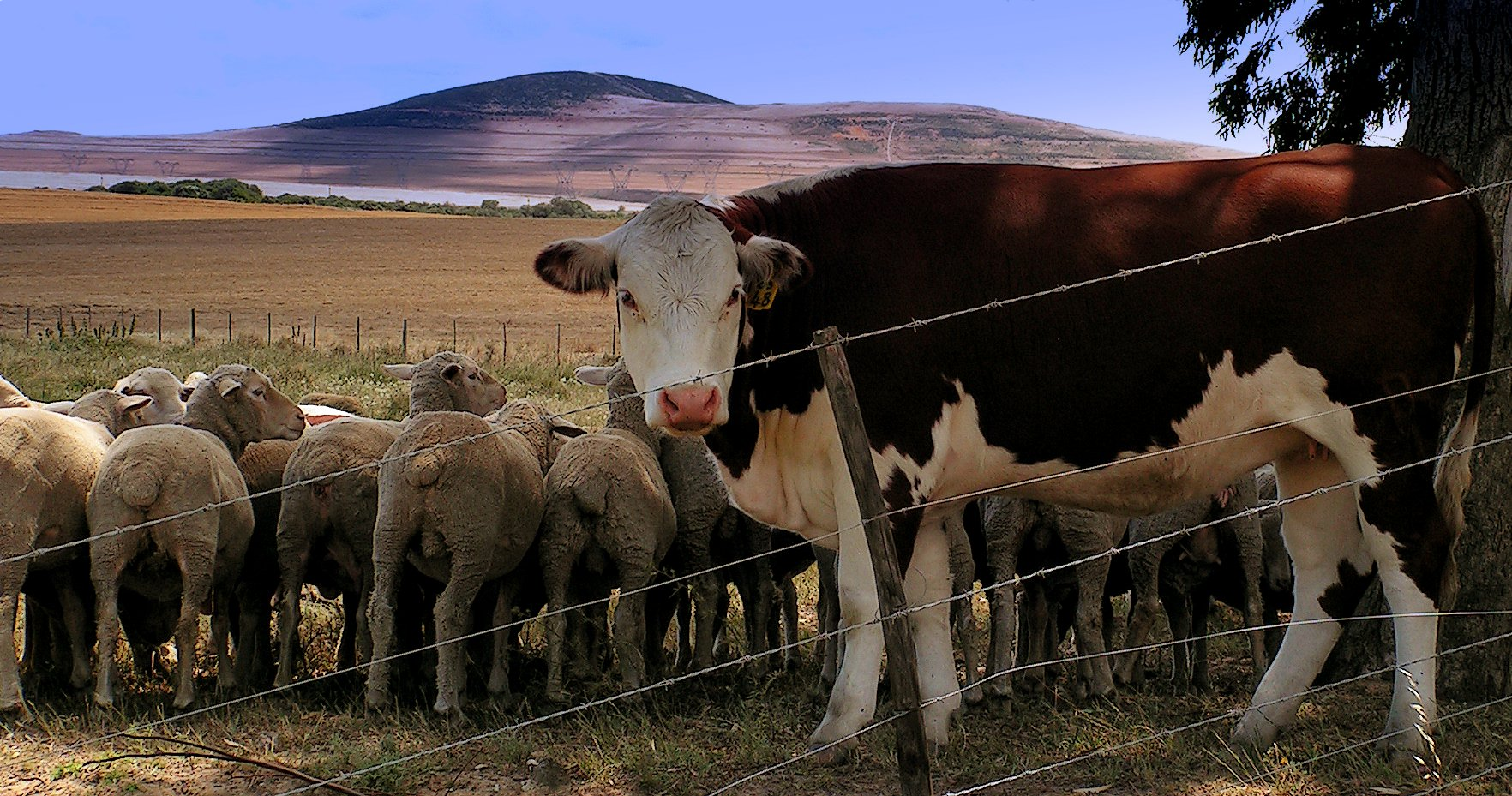
الخراف المحلية والأبقار (عجل) ترعى سوية في جنوب أفريقيا

الماشية (جمعها مواشي) هي الحيوانات المستأنسة التي تربى في بيئة زراعية بغرض إنتاج منتجات متنوعة للاستهلاك مثل اللحوم والبيض والحليب والفراء والجلود والصوف. يستخدم المصطلح أحيانًا للإشارة فقط إلى الحيوانات التي يتم تربيتها للاستهلاك البشري، وأحيانًا يستخدم للإشارة فقط إلى الحيوانات المجترة المستزرعة، مثل الأبقار والأغنام والماعز والخنازير. تعتبر الخيول من الماشية في الولايات المتحدة. تصنف وزارة الزراعة الأمريكية لحم الخنزير ولحم العجل ولحم البقر ولحم الضأن على أنها لحوم مواشي، وتصنف جميع هذه الحيوانات على أنها مصادر للحوم الحمراء. لا تندرج الدواجن والأسماك ضمن هذه الفئة. من المحتمل أن السبب في ذلك يرجع إلى حقيقة أن المنتجات السمكية لا تخضع لرقابة وزارة الزراعة الأمريكية، بل إدارة الغذاء والدواء الأمريكية.
تشكل تربية الحيوانات، التي تشمل عمليات التربية والرعاية والذبح والإدارة الشاملة للماشية جزءًا من الزراعة الحديثة وقد تم ممارستها في العديد من الثقافات منذ انتقال البشرية من أسلوب حياة الصيد وجمع الثمار إلى الزراعة. تنوعت ممارسات تربية الحيوانات بشكل كبير عبر الثقافات والفترات الزمنية. ولا تزال تلعب دورًا اقتصاديًا وثقافيًا رئيسيًا في العديد من المجتمعات.
تحولت ممارسات تربية الماشية إلى حد كبير إلى تربية الحيوانات المكثفة. تزيد تربية الحيوانات المكثفة من إنتاجية مختلف المنتجات التجارية، ولكنها تؤثر أيضًا سلبًا على رفاهية الحيوان، والبيئة، والصحة العامة. وعلى وجه الخصوص، تعد لحوم البقر ومنتجات الألبان والأغنام مصدرًا كبيرًا لانبعاثات غازات الدفيئة الناتجة عن الزراعة.

## تاريخ

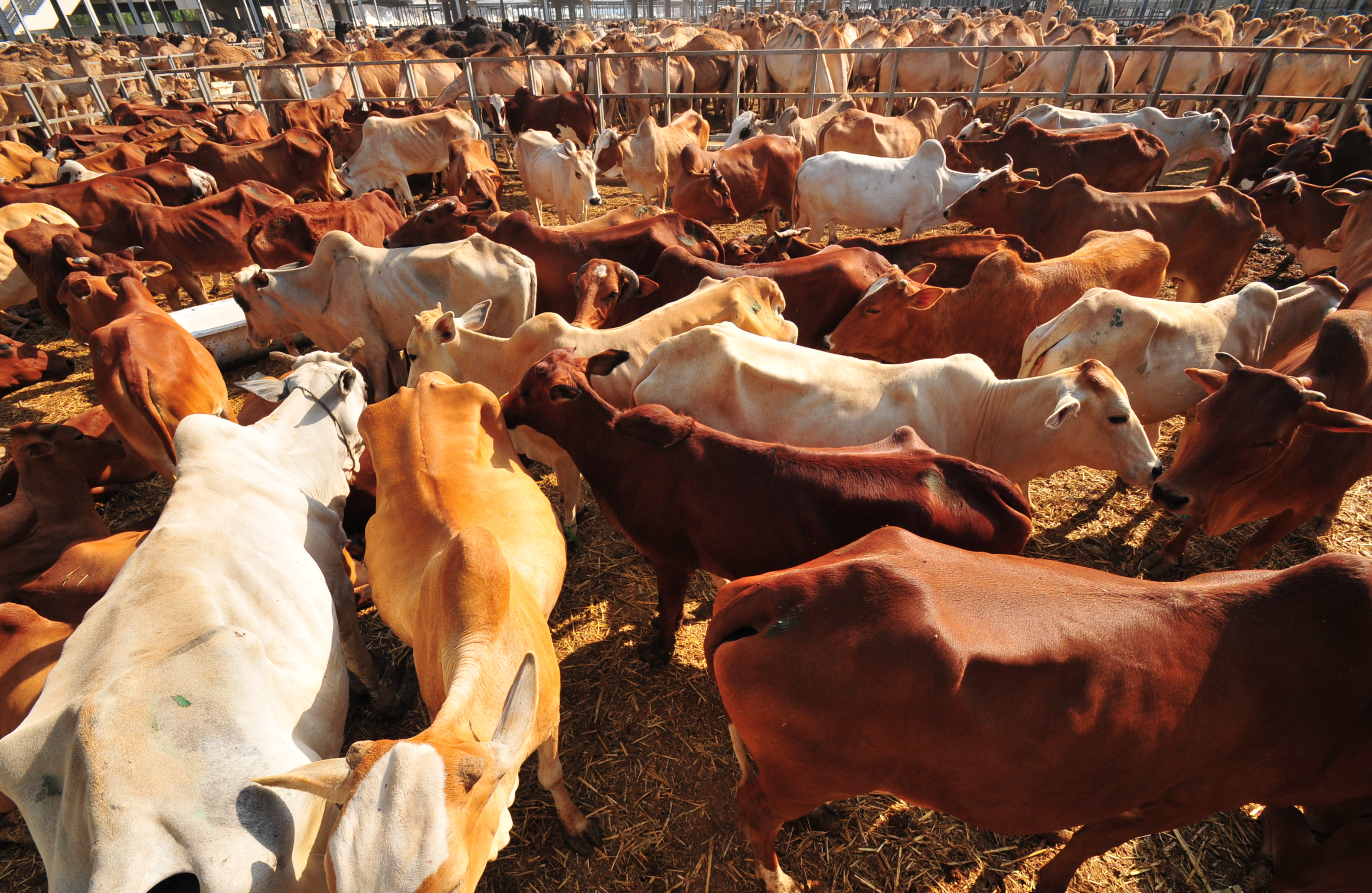
الاستعداد للأضحية في موسم الحج.

نشأت تربية الحيوانات أثناء التحول الثقافي من أنماط حياة الصيد وجمع الثمار إلى المجتمعات الزراعية المستقرة. يتم تدجين الحيوانات عندما يتحكم الإنسان في ظروف تكاثرها ومعيشتها. مع مرور الوقت، تغير السلوك الجماعي ودورة الحياة وفسيولوجيا الماشية بشكل جذري. العديد من حيوانات المزارع الحديثة غير مناسبة للحياة في العالم الطبيعي.
تدجين الحيوانات له تاريخ طويل. كانت الكلاب من أوائل الحيوانات التي تم تدجينها، حيث يعود تاريخ وجودها في أوروبا والشرق الأقصى منذ حوالي 15000 سنة. تم تدجين الماعز والأغنام في أحداث متعددة في وقت ما بين 11000 و 5000 سنة مضت في جنوب غرب آسيا. تم تدجين الخنازير بحلول عام 8500 قبل الميلاد في الشرق الأدنى و6000 قبل الميلاد في الصين. يعود تاريخ تدجين الخيول إلى حوالي 4000 سنة قبل الميلاد. تم تدجين الماشية منذ ما يقرب من 10500 سنة مضت. وربما تم تدجين الدجاج والدواجن الأخرى حوالي 7000 قبل الميلاد.

## الأنواع
مصطلح "الماشية" غير واضح ويمكن تعريفه بشكل ضيق أو واسع. يشير تعريف الماشية على نطاق واسع إلى أي مجموعة من الحيوانات التي يحتفظ بها البشر لغرض تجاري مفيد.
| الحيوان                | سلف                        | التدجين                     | الاستعمال                                        | صورة |
| ---------------------- | -------------------------- | --------------------------- | ------------------------------------------------ | ---- |
| الفرس                  | تاربان                     | منغوليا                     | الركوب والسباق وحمل وسحب الأوزان واللحوم والحليب |      |
| حمار                   | حمار بري إفريقي            | إفريقيا                     | حمل الأوزان وسحب الأورزان                        |      |
| بقرة                   | الأرخص الأوراسي            | أوراسيا                     | اللحوم والحليب وسحب الأوزان                      |      |
| درباني                 | الأرخص الهندي [الإنجليزية] | أوراسيا                     | اللحوم والحليب وسحب الأوزان                      |      |
| بقرة بالي [الإنجليزية] | بانتنغ                     | جنوب شرق آسيا               | اللحوم والحليب وسحب الأوزان                      |      |
| قطاس أليف              | قطاس بري                   | التبت                       | حمل الأوزان، اللحوم، الحليب، الجلود              |      |
| جاموس الماء            | جاموس الماء البري          | الهند وجنوب شرق آسيا        | اللحوم والحليب وحمل الأوزان                      |      |
| غايال                  | غور                        | الهند وماليزيا              | حمل الأوزان وسحبها                               |      |
| خروف                   | أروية                      | إيران وآسيا الصغرى          | اللحوم والحليب والصوف.                           |      |
| ماعز                   | بازن                       | اليونان وباكستان            | اللحوم والحليب والصوف                            |      |
| رنة                    | رنة                        | أوراسيا                     | سخب الأوزان واللبن واللحوم والجلود               |      |
| جمل ذو سنامين          | جمل وحشي                   | آسيا الوسطى                 | الركوب والسباق                                   |      |
| الجمل العربي           | جمل ثوماس [الإنجليزية]     | شمال أفريقيا وجنوب غرب آسيا | الركوب والسباق                                   |      |
| لامة أهلية             | غوناق                      | جبال الأنديز                | حمل الأوزان، اللحوم، الجلود                      |      |
| ألبكة                  | فكونة                      | جبال الأنديز                | اللحوم والصوف                                    |      |
| خنزير أليف             | خنزير بري                  | أوراسيا                     | اللحوم                                           |      |
| دجاج                   | دجاج الأدغال الأحمر        | جنوب شرق آسيا               | اللحوم والبيض                                    |      |
| أرنب                   | أرنب أوروبي                | أوروبا                      | اللحوم والصوف                                    |      |
| كابياء خنزيرية         | كابياء جبلية               | جبال الأنديز                | اللحوم                                           |      |